# マズルローダー

狩猟用インライン・マズルローダーで鹿猟を行うアメリカ陸軍のデビッド・グレン軍曹(左)。グレン軍曹は傷痍軍人の社会復帰プログラムの一環で、インディアナ陸軍州兵への再雇用の為、同州兵のステファン・スペンサー大尉(右)の指導の下、農業職員として必要な技能の習得を行っている。(2011年)

マズルローダーとは、銃口（マズル）から弾を装填するタイプの銃のことで、主に火縄銃やフリントロック式、パーカッションロック式等の先込め式古式銃や、米国における狩猟用前装銃を指すが、本稿ではこうした銃を用いた射撃競技(マズルローディング競技)についても記述する。

## 歴史

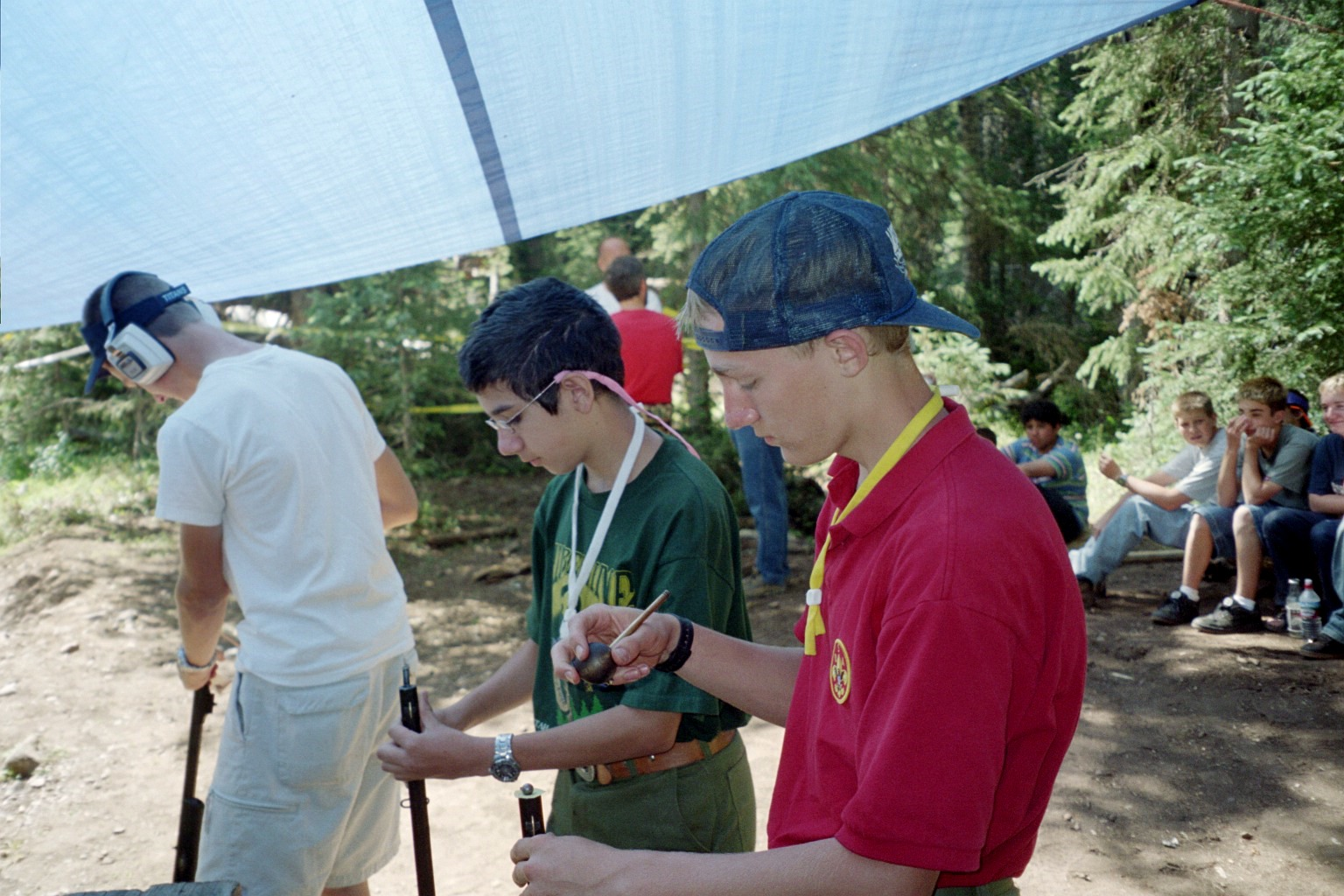
マズルローディング射撃に興ずるボーイスカウトアメリカ連盟ヴァーシティスカウトの少年達。ヴァーシティスカウトは、日本のボーイスカウトにおけるベンチャースカウトに相当する。(2004年)

14世紀、銃砲が歴史に登場して以来、その装填方式は19世紀の半ば頃までは、概ね「先込め式(前装式)」であったが、それ以降は「元込め式(後装式)」となって現在に至っている。マズルローダーは一旦廃れた歴史的遺物の旧式銃ではあるが、その操作方法や射撃ノウハウの人間臭さに親しみを覚えてか、欧米及びオセアニア地域では現在でもマズルローダー競技が盛んである。その競技で古式銃を使用するのは勿論であるが、古式銃に限らずその競技に使用するためだけの、撃鉄が下部にある新式の前装銃が現在も作られており、それら競技の「レプリカ部門」に使用するための古式銃のレプリカも作られている。米国ではいくつかの州で猟銃としてのマズルローダー銃に対する猟期の優遇策（マズルローダー・シーズン）が採られている事もあり、狩猟用の新式マズルローダー銃の需要が現在でも一定数存在し続けている。

### インライン・マズルローダー

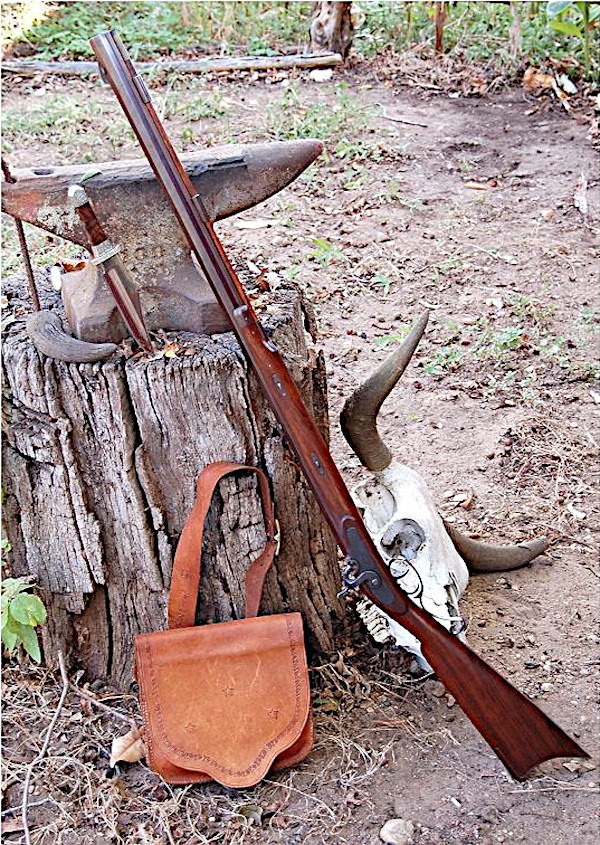
ライマン・プロダクツ社にて復刻製造されたトラディショナル・マズルローダーのホーケン・ライフル

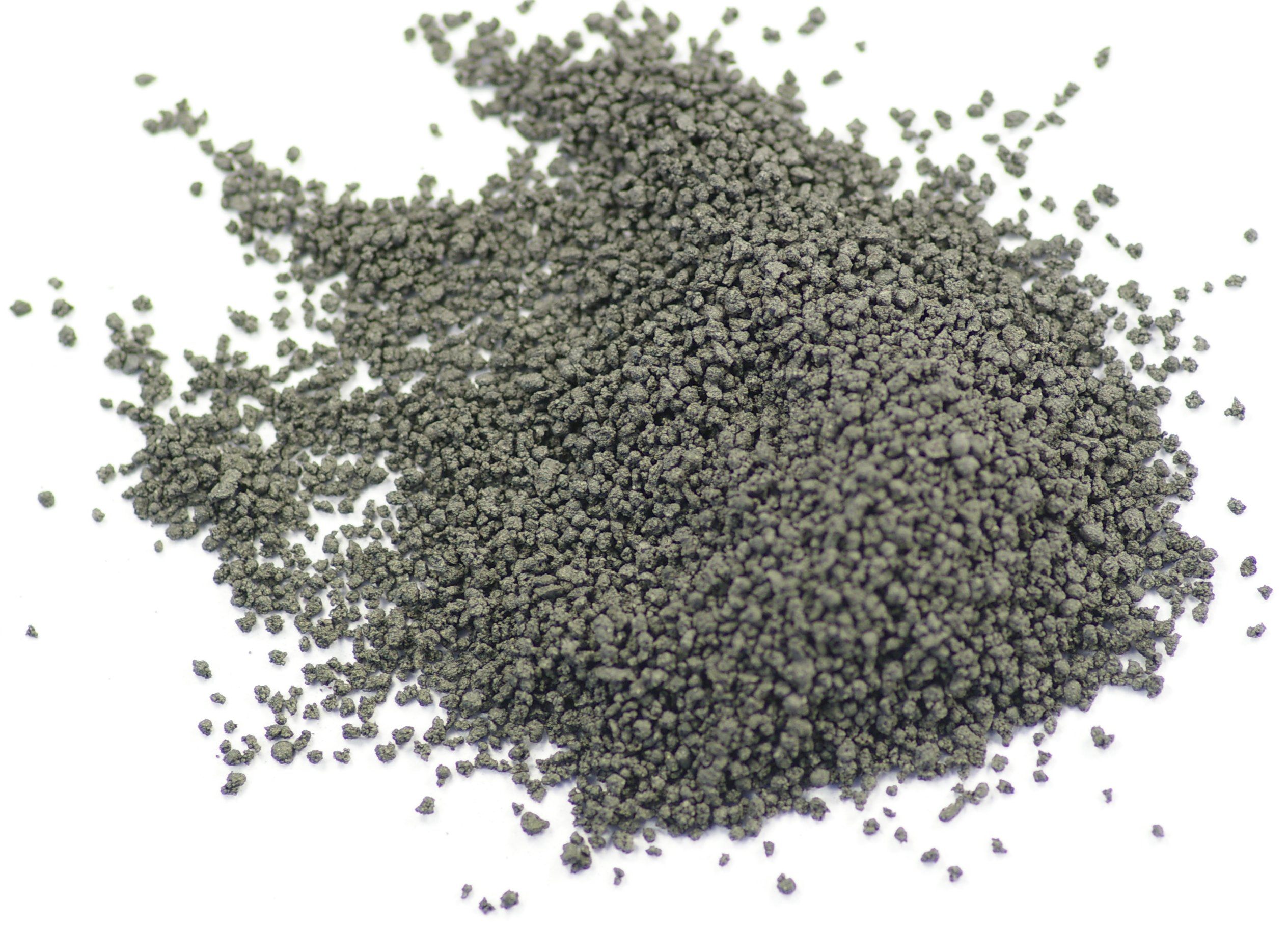
ホジドン・パイロデックス。モダンなマズルローダーの為に開発された黒色火薬代替品である。

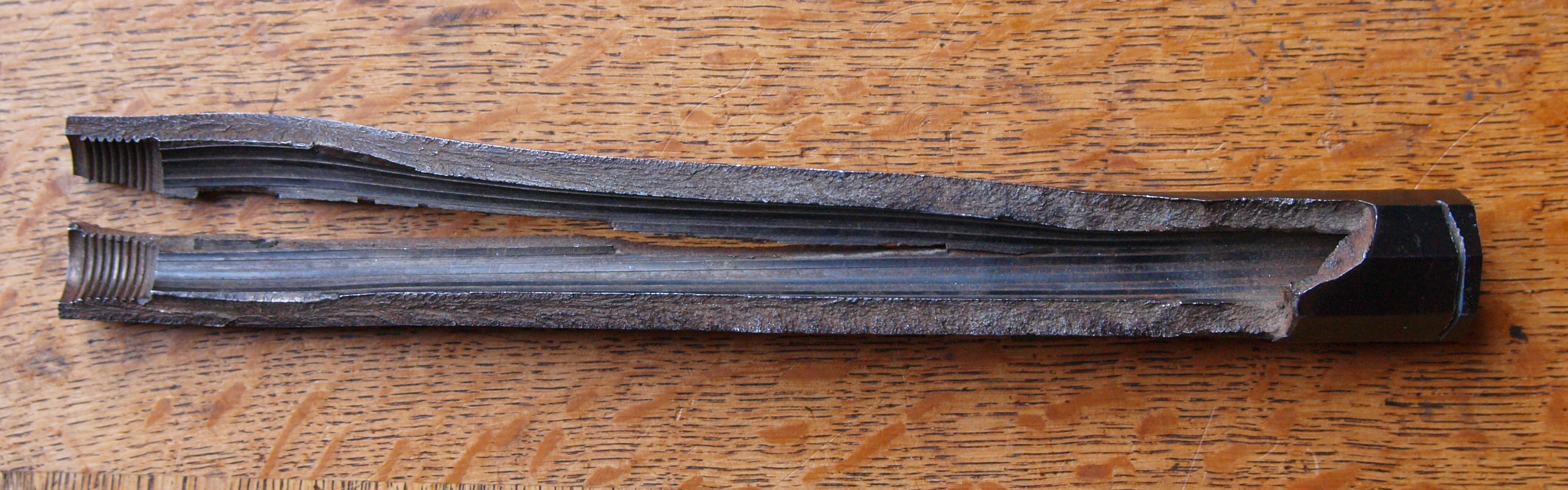
実証試験中にニトロセルロース粉末を装填された結果、銃身破裂を起こしたトラディショナル・マズルローダー・ピストルの銃身。この銃身は現代の技術で複製されたものであるが、現代の推進薬の高圧には耐えられなかった。

米国では1970年よりマズルローダーや弓矢(コンパウンドボウ、リカーブボウ、クロスボウ)などの前近代的な猟具を使った狩猟において、いくつかの州で特別な猟期が設定され、この期間中は一般的な狩猟銃(散弾銃、ライフル銃)や空気銃、拳銃など)での狩猟が禁止されている。
後装式や反復式小銃などの近代的な銃器が全く排除された環境の中で、大型獣の狩猟をまともな形で行う必要があるため、米国のモダンなマズルローダー・ライフルは狩猟用弓矢と同様に威力と同時に射程の面においても、近代的な後装式猟銃に決して引けをとらない性能が与えられている。マズルローダー・シーズンが設定された州での狩猟では、はじめは古式銃に相当するマスケット銃やミニエー銃(ライフルド・マスケット)、あるいはトンプソン/センター・アームズやライマン・プロダクツなどが、1970年代のマズルローダー・シーズンの制定に呼応して再生産を開始したホーケン・ライフルなどの古式銃レプリカ(トラディショナル・マズルローダー)が使用されていたが、パーカッションロック式では早合(紙製薬莢)を用いたとしても素早い連続発射は難しく、古式銃で一般的なサイドハンマー方式では銃身に斜め方向からの衝撃が加わる為狙点がぶれやすく、たとえ弾道特性に優れたミニエー弾を用いたとしても、照準器を用いた遠距離の狙撃には技術的・構造的な限界がある状況だった。
マズルローダー・シーズンの始まりは米国内での黒色火薬の需要をにわかに増大させたが、アルコール・タバコ・火器及び爆発物取締局(BATF)は静電気により容易に発火事故を起こす伝統的な黒色火薬を爆発物と規定しており、1970年組織犯罪管理法において、5ポンド(約2.27kg)以上の商業保管を規制。1975年に非商業利用の場合50ポンド(約22.7kg)までの保管を認める緩和策が採られたが、なおマズルローダー向けの黒色火薬の安定供給には課題が残る状況であった。そんな中、同年に火薬メーカーのホジドン・パウダー・カンパニーは、世界初の黒色火薬代替品であるホジドン・パイロデックスを発売した。黒色火薬代替品は黒色火薬に似た火薬力を持ちながらも無煙火薬に近い穏やかな引火性を有していた為、BATFの黒色火薬規制には該当せず、より規制の緩い無煙火薬規制の下で貯蔵販売が行えるようになり、マズルローダーの再普及に大きく貢献した。
1985年、米国人ガンスミスのトニー・ナイトにより創業されたナイト・ライフルズは、画期的なインライン・マズルローダー(直列式前装銃)システムを開発し、ナイト・ライフルズ Mk-85を発売した。インライン・マズルローダーは伝統的なサイドロック構造のパーカッションロック方式を下敷きに、近代的な後装銃(ストレートプル・ボルトアクション)のエッセンスを加えて発展させたもので、ボルトアクションなどで用いられる水平方向に移動する撃鉄と撃針が一体化した撃茎(ストライカー)を用いる構造を採用している。インライン・マズルローダーは撃茎を引いてコッキングすると薬室に似た雷管室が開放され、内部のニップルに銃用雷管を装着した後に、黒色火薬と弾頭を銃口から装填して射撃を行う事になり、「直列式」の訳語が示すとおり撃鉄と雷管、弾頭が一直線に並んだ状態で射撃が行われる為、現代の後装式猟銃とほとんど同じ感覚で遠距離射撃を行うことが可能となった。装薬の黒色火薬は従来の粉末を使うこともできるが、円筒状のペレットに固化されたものが供給されるようになったことで、装填性や装填速度向上と同時にペレットの装填数を調整することで強装薬での発射を容易なものとした。弾頭はライフルド・スラッグ銃身の散弾銃で実績のあったサボット弾を用いることで、.50インチの大口径弾でも300ヤード(約270m)に迫る狙撃が可能となった。インライン・マズルローダーは登場当初、米国内の伝統主義者の間では大変な論争を巻き起こしたが、ナイト・ライフルズ社の製品がマズルローディング競技の現代銃部門で各種のトラディショナル・マズルローダーを抑えて連勝を重ねるようになった事で、伝統主義的なハンターやシューターにも次第に受け入れられるようになっていった。
インライン・マズルローダーは理論上、雷管ニップルが取り付けられたねじ込み式の尾栓を撃針に正確に当たるように薬室後端に装着する事で、ボルトアクションや中折式などの後装式猟銃を比較的容易に前装式に変換することができる為、ナイト・ライフルズ以外にもいくつかの銃器メーカーがこの古風な新分野に参入した。トンプソン/センターは1998年に中折式単発拳銃のトンプソン・コンテンダーのラインナップにインライン・マズルローダーのトンプソン・G2コンテンダーを加えた。米国のボルトアクション小銃の雄、レミントン・アームズは1996年より看板商品のひとつであるレミントンM700にインライン・マズルローダーのレミントンM700 MLを設定し、スターム・ルガーも1997年から2004年に掛けてスターム・ルガーM77にインライン・マズルローダーのスターム・ルガーM77/50を追加した。
しかし参入メーカーが増えていく中で、トラディショナル・マズルローダーではあまり目立たなかった問題も顕在化してきた。ボルトアクションをベースとしたインライン・マズルローダーは、どうしても雷管室の閉鎖が不完全となりやすく、ボルトとレシーバーのわずかな隙間から射手の顔面や照準器側に雷管や装薬の発射ガスが吹き抜けてくるという、スナイドル銃など初期の蝶番型小銃と類似した問題が発生したのである。ペレット状の黒色火薬により、マグナム装填が容易となったこともより状況を悪化させた。黒色火薬ペレットは雷管との相性問題が大きい上に、銃側の尾栓の導炎口の形状との相性も悪い場合、大量の不完全燃焼の残渣を発生させた。市井のガンスミスたちはより強力な発火性能を求めて、銃用雷管では最も大型の部類に入る散弾銃用の209型雷管を使用する為のコンバージョン・キットを考案したが、雷管室の密閉性とニップルへの雷管の着脱の容易さはしばしばトレードオフの関係にあり、2006年に事業を停止したミズーリ州のオースチン&ハレック・ガンクラフター社が考案したベリフレームキットのようにガスの密閉性を重視しすぎると、雷管の着脱の都度専用工具が必要になるという事態を招き、逆に銃器メーカーが本来は適切とはいえない「クイックリリース」ニップルを採用していた場合、雷管を強力にすればするほどボルト後方への吹き抜けも多くなる結果を招いた。高い腔圧を発生させるサボット弾と組み合わせる最も強力な射撃においては、吹き戻しのガスに混ざって破断した雷管の破片が飛散する場合すらあり、射手の中には雷管室周辺を布で覆って飛散防止を施す「工夫」をする者すら現れた程であった。
この問題に対してインライン・マズルローダーのメーカーは様々な対応策を考案した。本質的な命中精度の低下を招くことにはなるものの、雷管室の閉鎖がより確実な中折式への移行はベターな対策のひとつであったが、これを嫌ったナイト・ライフルズは209型雷管を使用する際に、後方へのガスの吹き抜けを防ぐ使い捨ての樹脂製キャップを取り付ける方式を考案。サベージ・アームズは、1999年にボルトアクションライフルのサベージ・モデル110をベースにしたインライン・マズルローダー、サベージ・10ML-IIを発売。インライン・マズルローダーで唯一無煙火薬を使用可能で、強力な発火性能を持つ散弾銃用の209型雷管が使用できるサベージ・10ML-IIは、インライン・マズルローダーの弱点であった銃身の汚れと頻繁な清掃の手間からハンターを解放したが、2011年に惜しまれつつ生産を終了した。レミントンはM700 MLの経験を参考に、2014年にレミントンM700・アルティメット・マズルローダー(M700 UML)を発売、雷管室のニップルに直接銃用雷管を取り付ける構造であったM700 MLや他社の発想から転換し、銃用雷管をあらかじめ装着した真鍮製の小型薬莢を雷管室から挿入した後にボルトを閉鎖して射撃を行うという構造と、予備薬莢は本来は弾倉であるフロアプレート内部に収納しておくという、UML・イグニッション・システムと称する設計を採用。レミントンM700 UMLはもはや一般的なレミントン製後装式ライフルとほとんど変わらない使い勝手の良さを実現しており、外見上も槊杖を外せばほかのレミントンM700と見分けがつかないというレベルに達した。
火薬の側にも進化が見られ、2007年にはウエスタン・パウダー社より、ほぼ無煙火薬に近い燃焼残渣の少なさを持つ黒色火薬代替品のブラックホーン209が発売された。ブラックホーン209の登場はそれまで燃焼残渣の多い黒色火薬やパイロデックスなどを確実に発火させる為、強力ではあるが燃焼残渣や反動も大きな209雷管の標準採用やコンバージョンが盛んであった風潮を変化させ、燃焼残渣や反動が少ないラージライフル雷管やスモールライフル雷管を装着した金属製プラグ、あるいは.22ホーネット弾や.25ACP弾の薬莢を直接装填できる尾栓を持つコンバートキットが登場することに繋がった。
その他の中小のメーカーではコネティカット州に本拠を置くコネティカット・バレー・アームズ(現:CVAマズルローダー社)と、トラディションズ・ファイアーアームズの2社が、1970年代のマズルローダー・シーズンの勃興と共にトラディショナル・マズルローダーの復刻を開始し、2017年現在は中折式オープンハンマーのインライン・マズルローダーを市場に提供しているが、CVA社はコネティカット州の産業史上重要な位置を占めていた銃器産業の伝統を直接受け継いでいると認識されており、トラディションズ社は歴史と銃器の構造を直接学ぶ為に必要であるという思想の元、トラディショナル・マズルローダーの完成品と共にDIYキットを市場に提供していることでも知られている。しかし、これら中小メーカーの比較的安価なインライン・マズルローダーは、1990年代末に安全上の大きな問題を引き起こした事も事実である。米国内のマーリン・ファイアーアームズに製造委託されたH&Rファイアーアームズのニュー・イングランド・ファイアーアームズ(NEF)ブランドのように、品質管理に特別な瑕疵が認められないと評価されているものも存在するが、CVA社やトラディションズ社はスペインなど欧州の零細銃器メーカーに製造を委託しており、これらのインライン・マズルローダーは1990年代後半から2000年代にかけて、脱底や銃身破裂などの重大な製品事故やそれに伴う大規模リコールを引き起こした例が存在した。
ウェブサイト「GUNS AND SHOOTING ONLINE」でマズルローダーや黒色火薬銃に関する豊富なレビューを記述しているランディ・ウェイクマンは、モダンなマズルローダーが近代的な後装銃と比較して国際的な格付けや安全基準の範疇から外れている可能性を指摘している。黒色火薬の品質基準は常設国際銃審査委員会(CIP)が定めており、米国内の銃器メーカーは厳正な品質管理を消費者に確約する為に競技銃及び弾薬製造者学会(SAAMI)に加入しているが、米国外の一部の製造者はこうした品質証明機関の認証を受けていない場合がある。CIPは欧州のメーカーが欧州連合圏内に販売する銃に関しては厳格な実証試験を義務付けているが、OEMの形でEU圏外に輸出されるものは対象外である。加えて、米国自体も近年になって復興してきた黒色火薬銃に対してはそれを専門に統治する連邦政府機関が存在しておらず、1968年銃規制法(GCA)やBATFではそもそも黒色火薬銃が武器とは規定されていない。ウェイクマンはこうした現状の中でマズルローダーの特性上、金属薬莢へのハンドロードと比較してあまりにも簡単に実行できてしまう「火薬メーカーの規定を無視した無理な過装填」は、射手にとって極めて大きなリスクを背負い込むことになりかねないと警鐘を鳴らしている。ウェイクマンはまた、インライン・マズルローダーを愛用する射手の最低限有するべき知識についても言及しており、インライン・マズルローダーは優れた工夫の産物ではあるが、皮肉にも近代銃器が125年以上掛けて蓄積してきた結論である「最良の銃器は無煙火薬を用いる後装式である」という命題を覆せるものではないこと。インライン・マズルローダーはメーカーによっては固有安全性すら十分でないものがあり、良識あるメーカーが十分な耐久証明試験をクリアした銃であっても、本質的に防衛設計や愚者耐性(いわゆるフールプルーフ、ポカヨケ機構)を組み込むことが困難な為、弾頭を二重装填したり、黒色火薬が指定された銃に無煙火薬を装填したり、果ては槊杖を差し込んだまま発射するといったヒューマンエラーを超えた無謀な試みに対してフェイルセーフではない事。サベージ・10ML-IIにみられるように、消費者側のマズルローダーに対する過度な期待と、それに基づく無謀な酷使は結局は良識ある製品を終焉に追い込んでしまう結果を招きかねないとも指摘している。
しかしながら、他国では日本の村田銃をはじめ、黒色火薬を用いる銃器は殆ど骨董品になっているのに対して、米国では狩猟やカウボーイ・アクション・シューティングへの根強い人気から、黒色火薬を用いるマズルローダーの新造銃の需要は2017年現在も衰えることは無く、マズルローダー・シーズンを有する州を中心に根強い需要が残り続けている。

## 日本における前装銃射撃 （マズルローダーシューティング）
銃規制の厳しい日本でも、「日本前装銃射撃連盟」が日本ライフル射撃協会の下部組織として存在し、1976年以来その世界選手権大会に選手を派遣している。
日本では銃刀法の規制があるため、文化財登録されたオリジナルの古式銃しか使用することができないので、火縄銃と幕末に使用された一部の洋式銃しか使えない。さらに日本で行われる競技は、千葉県営射場で競技会が開催される場合に限り行われる「ベッテリー競技」（競技規則上、燧石式・管打式も使用できる）を除き、火縄銃を使用するものに限られている。従って前装銃射撃の国際大会で日本選手の出場は殆ど火縄銃種目に限られている。しかしながら江戸時代の匠の業はすばらしく、その匠の手になる「瞬発式メカ」を備えた銃を携えた日本選手は、火縄銃競技に限れば毎回メダルを獲得するほどである。また火縄銃競技に出場する欧米の選手の多くは、日本製または日本型レプリカの火縄銃を使用している。

## 日本におけるマズルローダー射撃の資格者
古式銃の使用については空砲による祭礼等の行事が一般に知られているが、実弾については、警察庁保安通報第56号（昭和44年10月2日）第1項（3）に「日本ライフル射撃協会またはその地方加盟団体が主催して開催する射撃競技において使用する場合」同（5）に「（1）ないし（4）の場合に使用するための練習に使用する場合」となっており、日本ライフル射撃協会及びその加盟団体たる日本前装銃射撃連盟の会員で、（社）日本ライフル射撃協会の「種子島銃5級」（平成19年度までに取得した場合は7級）以上の認定を得た者が、文化財登録された古式銃を使用して、日本ライフル射撃協会主催の古式銃を使用する射撃競技会に出場することができ、それらの競技会に参加するための目的で射撃練習をすることができる。従って以下の要件をクリアした者となる。
- （社）日本ライフル射撃協会の会員であること
- 同協会の種子島銃種目5級以上の級位であること
- 上記級位の審査は日本前装銃射撃連盟の主管になる審査会で認定するので、同連盟の会員であること
- 競技会、段級審査で使用する銃器は都道府県教育委員会に登録された古式銃砲で、日本前装銃射撃連盟が行う銃器認定をパスし、認定シールの貼付を受け、使用者の名義となっているものであること

## 日本の国内競技種目
種子島銃立射長筒立射・火縄式マスケット、50m13発、30分、種子島標的（フランス軍200m規格準拠）
種子島銃膝射長筒膝射・火縄式マスケット、50m13発、30分、種子島標的
長篠種子島の団体競技
ベッテリー使用銃種を問わない、50m13発、30分、50mフリーピストル標的
短筒火縄式ピストル立射片手撃ち、25m13発、30分、50mフリーピストル標的
侍筒十匁玉筒、自由姿勢50m13発、30分、種子島標的
古式勝抜き長筒立射、15間（27m）5発、10分、和的（江戸時代規格標的、一辺8寸角、黒点径4寸）
古式早撃ち長筒立射、15間10発、5分、和的（8寸角）
古式短筒火縄式拳銃片手撃 7間半7発、15分、和的（6寸角、黒点径3寸）
古式侍筒十匁玉筒自由姿勢、15間7発、15分、和的（8寸角）
古式膝台長筒膝射、15間7発、15分、和的（8寸角）

## 射撃競技での標準的な装填発砲手続

### 事前準備
- 13発分の火薬筒（軟質プラスチック製）と弾丸13発を玉皿兼用の火薬スタンドに並べる。
- 事前に火縄に点火して火先を灰受缶に入れておく。
- 水または潤滑剤で湿らせたスピットパッチ13枚、せせり（弄り・ヴェントピック）、始動槊杖（ショートスターター・スターティングロッド）、口薬入（プライミングフラスコ）、火皿刷毛（パンブラシ）等を机上に準備する。
- かるか（槊杖）を机に立掛け、足許に銃床尾受けのゴムパッドを置く。

### 装填
1. せせりを火穴に挿し込む（火穴に装薬が詰まり遅発するのを防ぐために火穴を空洞とする。始めにせせりを挿さず、口薬を注ぐ直前にせせりを火穴に通して、詰まった装薬を除く方法もある）。
2. 銃口を上にし、銃を立てる。
3. 薬筒の火薬を銃口から注ぎ込む。
4. 銃口にパッチ1枚を置きその上に弾丸を載せる。（パッチを使用しない場合は、溶かした蜜蝋に弾丸を浸して乾かしたものを込めれば、2発目以降の装填は爆発の余熱により弾丸の蜜蝋が溶け、火薬残滓による装填の障碍が緩和される。蜜蝋以外の動物性油脂を使用しても良いが、弾丸がべたつく）
5. ショートスターターの竿先で弾丸を押さえ、スターターの頭を手のひらで強く叩き、弾丸を叩き込む。
6. かるかを使い弾丸をさらに奥へ突き込む（圧力は毎回一定とすることが毎回の弾道の安定に繋がる）。
7. 銃を机上に置き、せせりを抜き、口薬を火皿に注ぎ、火蓋を閉じる。
8. 火縄先を取り上げ、火先を強く吹いて灰を吹き落し火勢や形状を確認して火挟みに装着する。このとき火挟みの先から火縄を長く出すと不発の原因となり易いので注意を要す。

### 発砲
1. 銃を執り上げ銃口を標的に向けるようにして構え、火蓋を切り、指を用心金に添えて銃把を頬に当て据銃姿勢をとる。
2. 標的に狙点を定め引金を引く。撃発直後1, 2秒残心をとる。
3. 銃を立て銃口より息を吹き込み火穴から残煙を出す。または火皿を強く吹く。
4. 吹き飛んだ火縄先を拾い、灰受缶に戻す。
5. 観的鏡（スポッティングスコープ）で弾痕を確認する。